# Stéphane Robidas
Joseph Pierre Stéphane Robidas (* 3. März 1977 in Sherbrooke, Québec) ist ein ehemaliger kanadischer Eishockeyspieler sowie derzeitiger -trainer und -funktionär, der im Verlauf seiner aktiven Karriere zwischen 1993 und 2015 unter anderem 984 Spiele für die Canadiens de Montréal, Dallas Stars, Chicago Blackhawks, Anaheim Ducks und Toronto Maple Leafs in der National Hockey League (NHL) auf der Position des Verteidigers bestritten hat. Seit Juli 2022 ist Robidas als Assistenztrainer bei seinem Ex-Team Canadiens de Montréal tätig, nachdem er zuvor vier Jahre lang im Management der Toronto Maple Leafs tätig war.

## Karriere
Robidas legte den Grundstein für eine Karriere im Eishockeysport, als er drei Jahre lang in der Ligue de hockey junior majeur du Québec (LHJMQ) bei den Cataractes de Shawinigan spielte. Er wurde beim NHL Entry Draft 1995 von den Canadiens de Montréal aus der National Hockey League (NHL) in der siebten Runde an 164. Stelle gezogen. Schließlich konnte er in dem AHL-Farmteam der Canadiens de Montréal Fuß fassen.
Nach drei Spielzeiten konnte er zur Saison 2000/01 in die Mannschaft der Canadiens aufsteigen und in 65 Spielen sechs Tore und sechs Assists verbuchen. In der Spielzeit 2001/02 setzten ihn die Canadiens aus Mangel an Alternativen auf der linken Verteidigerposition ein, womit Robidas als Rechtsschütze starke Probleme hatte und in dieser Saison nur ein einziges Tor verzeichnen konnte. Robidas wurde noch vor der Saison 2002/03 dem NHL Waiver Draft preisgegeben, in dem sich die Atlanta Thrashers die Rechte an ihm sicherten, die diese jedoch sofort an die Dallas Stars weitergaben. In Dallas erzielte er drei Tore und sieben Assists und spielte außerdem noch in den Play-offs. Nach nur 14 Spielen in der folgenden Saison tauschten die Stars ihn mit den Chicago Blackhawks. Während des Lockouts der Saison 2004/05 wechselte Robidas zu den Frankfurt Lions in die Deutsche Eishockey Liga (DEL). Dort erreichte er 15 Tore und 32 Assists in der regulären Saison und ein Tor und zwei Assists während der Play-offs, bis die Lions gegen die Adler Mannheim im Halbfinale ausschieden. Mit den Lions nahm Robidas auch am IIHF European Champions Cup teil. Robidas wechselte als Free Agent wieder zu den Dallas Stars. Im Dezember 2006 wurde sein Vertrag bei den Stars um weitere drei Jahre verlängert. Der Vertrag brachte Robidas insgesamt 4,5 Millionen US-Dollar ein.
Im März 2014 wurde Robidas nach neun Spielzeiten in Diensten der Stars zu den Anaheim Ducks transferiert. Anfang Juli 2014 unterzeichnete er als Free Agent schließlich einen Dreijahresvertrag bei den Toronto Maple Leafs, von dem er aufgrund mehrerer Beinbrüche aus der Vorsaison jedoch nur eine Spielzeit erfüllen konnte. Im Januar 2017 wechselte Robidas schließlich ins Management der Maple Leafs, ehe sein Vertrag im folgenden Sommer auslief und er sich somit vom aktiven Sport zurückzog. Im August 2018 übernahm er in Toronto die Rolle des Director of Player Development, die er bis zum Sommer 2021 ausfüllte. Im Juli 2022 wurde er nach einer einjährigen Pause im Profieishockey als Assistenztrainer bei den Canadiens de Montréal vorgestellt. Bereits seit 2012 ist Robidas gemeinsam mit Jocelyn Thibault Besitzer des LHJMQ-Franchises Phoenix de Sherbrooke.

### International
Robidas vertrat Kanada während der Weltmeisterschaften 2001, 2006 und 2013. Eine Medaille konnte der Verteidiger dabei nicht gewinnen.

## Erfolge und Auszeichnungen
| - 1996 LHJMQ First All-Star Team - 1996 CHL Third All-Star Team - 1997 LHJMQ First All-Star Team | - 1997 Trophée Émile Bouchard - 1997 CHL Second All-Star Team - 2009 Teilnahme am NHL All-Star Game |

## Karrierestatistik

### International
Vertrat Kanada bei:
- Weltmeisterschaft 2001
- Weltmeisterschaft 2006
- Weltmeisterschaft 2013

(Legende zur Spielerstatistik: Sp oder GP = absolvierte Spiele; T oder G = erzielte Tore; V oder A = erzielte Assists; Pkt oder Pts = erzielte Scorerpunkte; SM oder PIM = erhaltene Strafminuten; +/− = Plus/Minus-Bilanz; PP = erzielte Überzahltore; SH = erzielte Unterzahltore; GW = erzielte Siegtore; 1 Play-downs/Relegation; Kursiv: Statistik nicht vollständig)